# Нојфен
Нојфен (њем. Neuffen) град је у њемачкој савезној држави Баден-Виртемберг. Једно је од 44 општинска средишта округа Еслинген. Према процјени из 2010. у граду је живјело 6.186 становника. Посједује регионалну шифру (AGS) 8116046.

## Географски и демографски подаци
Нојфен се налази у савезној држави Баден-Виртемберг у округу Еслинген. Град се налази на надморској висини од 408 метара. Површина општине износи 17,4 km². У самом граду је, према процјени из 2010. године, живјело 6.186 становника. Просјечна густина становништва износи 354 становника/km².